# Halmaal
Halmaal (Limburgs: Hallemol) is een dorp in de Belgische provincie Limburg en een deelgemeente van Sint-Truiden, het was een zelfstandige gemeente tot aan de gemeentelijke herindeling van 1971.
Halmaal is een Haspengouws straatdorp gelegen langs de weg van Sint-Truiden naar Velm op 3 kilometer ten zuidwesten van de stad. Fruitteelt is er in belangrijke mate aanwezig. De spoorlijn Landen-Hasselt vormt de westgrens van de deelgemeente. In de jaren 1930-1940 was er een spoorweghalte.

## Geschiedenis
Halmaal werd reeds in 673 voor het eerst vermeld als Halmala, Germaans voor "vergadering". Het dorp was een leen van het graafschap Loon dat in 1366 opging in het prinsbisdom Luik. Reeds vroeg was er een parochie. Ze stond onder de bescherming van de Sint-Vaastabdij van Atrecht die de parochie in 1603 afstond aan het klooster van Sint-Truiden.
Bij het ontstaan van de gemeenten in 1795 werd Halmaal een zelfstandige gemeente. Het bleef lang een landbouwdorp maar evolueerde langzaam naar een woondorp. In 1971 werd de gemeente opgeheven en werd Halmaal een deelgemeente van Sint-Truiden. Op dat moment werd het grondgebied van de deelgemeente uitgebreid met het dunbevolkte gehucht Overhalmaal dat door de Vlaams-Brabantse gemeente Halle-Booienhoven werd afgestaan. Hierdoor verdubbelde de oppervlakte van Halmaal maar kwamen er slechts 38 inwoners bij.

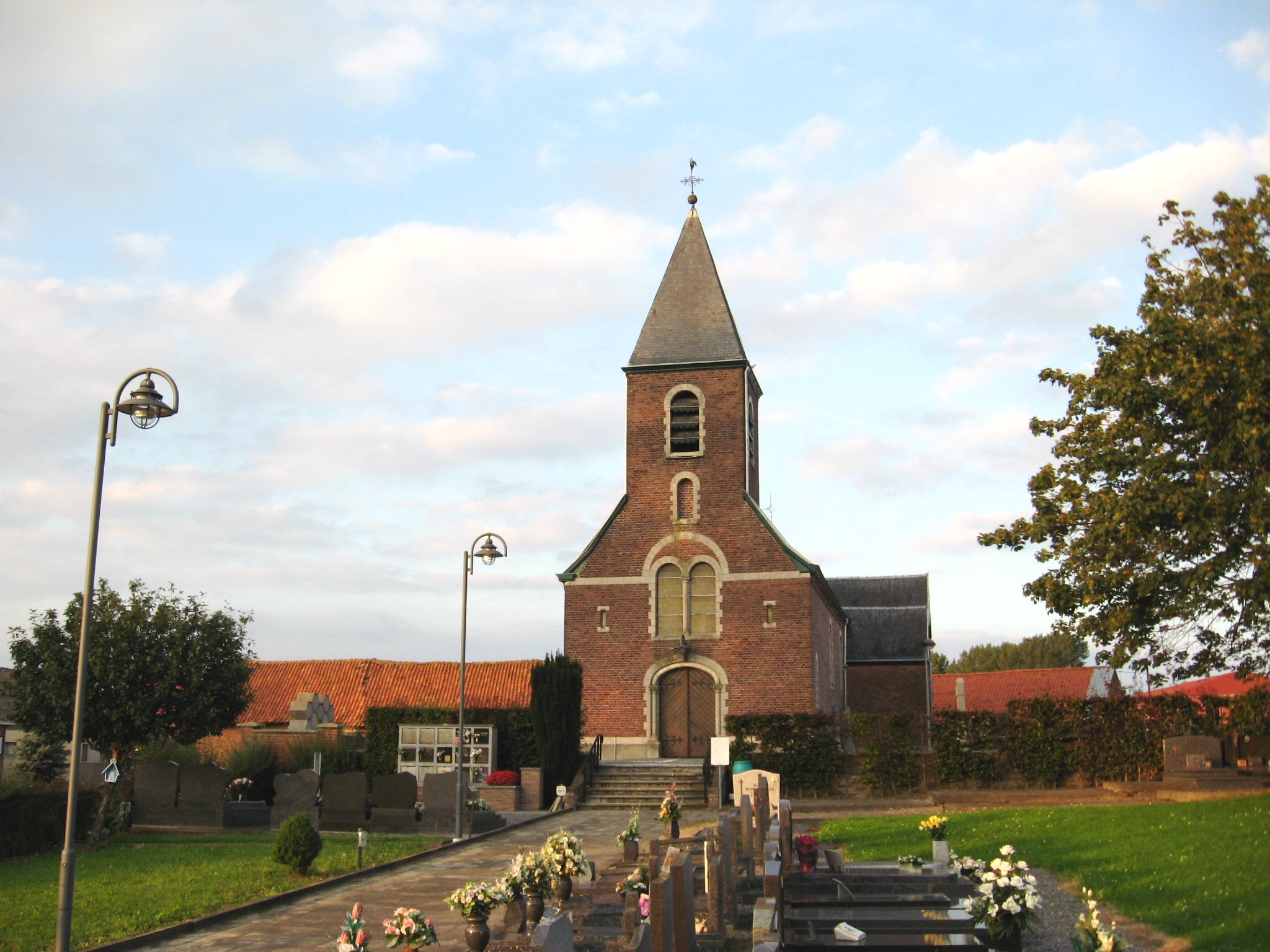
De Sint-Pieter en Pauluskerk
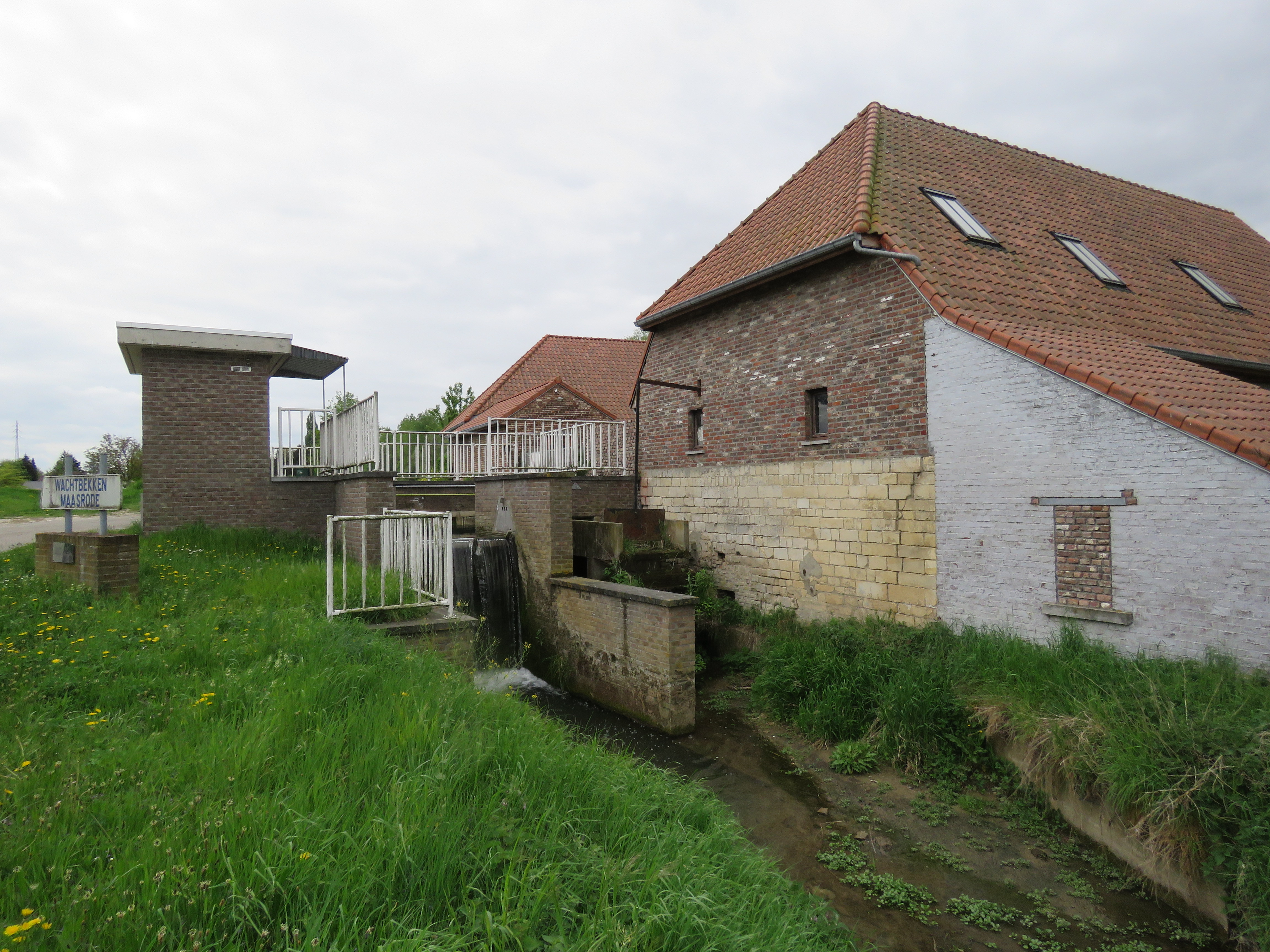
Molen van Halmaal (Maasrodemolen)
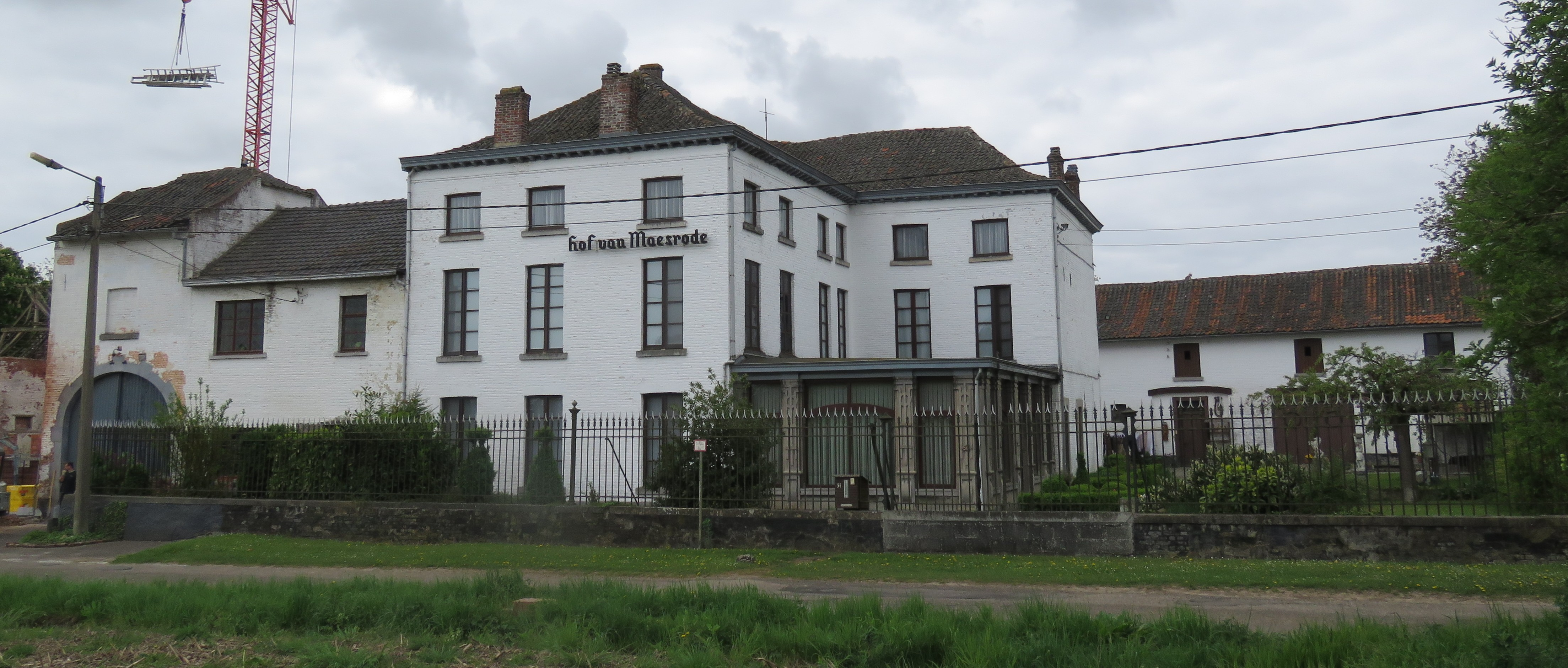
Hof van Maasrode

## Bezienswaardigheden
- De Sint-Petrus en Pauluskerk, oorspronkelijk uit 1603 in laatgotische stijl. Ze werd in 1893 uitgebreid in neoromaanse stijl.
- De Watermolen van Halmaal op de Molenbeek. De molen wordt reeds in 1147 vermeld. De huidige molen dateert uit de 19e eeuw.
- Het Hof van Maasrode, een hoeve met een kern uit de 17e eeuw.

## Natuur en landschap
Halmaal ligt in Vochtig-Haspengouw, in de vallei van de Molenbeek. De hoogte bedraagt ongeveer 45 meter. Ten zuiden van Halmaal loopt van oost naar west een oude Romeins heerbaan, de Romeinse Steenweg genaamd. Deze is onderdeel van de heerbaan van Tongeren naar Boulogne-sur-Mer.
Het buitengebied wordt vooral gebruikt voor de landbouw, waarbij met name de fruitteelt een grote plaats inneemt.

## Demografische ontwikkeling
- Bronnen: NIS - Opm:1831 t/m 1970=volkstellingen
- 1971:Aanhechting van het gehucht Overhalmaal van Halle-Booienhoven

## Politiek

### Lijst van de burgemeesters
- (XIXe eeuw: "Burgemeester van Halmael gedurende 35 jaren") Wilhelmus Grauls[1]

## Nabijgelegen kernen
Velm, Bevingen, Sint-Truiden (Stayen), Wilderen
Deelgemeenten: Aalst · Brustem · Duras · Engelmanshoven · Gelinden · Gorsem · Groot-Gelmen · Halmaal · Kerkom-bij-Sint-Truiden · Ordingen · Runkelen · Sint-Truiden · Velm · Wilderen · Zepperen

Overige kernen: Bevingen · Kortenbos · Melveren · Metsteren · Senselberg

Belgische gemeenten · Arrondissement Hasselt · Limburg · Vlaanderen
1. ↑  Grafsteen van W. Grauls (1808-1878), op Geneanet. Gearchiveerd op 4 juli 2023.